# La classe - Entre les murs
La classe - Entre les murs (Entre les murs) è un film del 2008 diretto da Laurent Cantet, vincitore della Palma d'oro come miglior film al 61º Festival di Cannes. Questo premio non veniva vinto da un film francese da 21 anni.
Racconta l'esperienza di un insegnante alle prese con la difficile classe di una scuola media. È tratto da un libro semi-autobiografico dell'insegnante François Bégaudeau, che interpreta anche il ruolo principale nel film.

## Trama
Il film, spaccato simil-documentaristico di un anno scolastico all'interno della classe, non ha un vero e proprio intreccio, ma piuttosto segue lo sviluppo di alcune situazioni che si creano durante le lezioni.
Si vedono così le prime riunioni degli insegnanti, durante le quali vecchi e nuovi professori si salutano. Il compito (un autoritratto), che il professore di lettere assegna ai ragazzi con il quale li stimola a parlare di se stessi e a spiegare che cosa invece non vogliono dire e perché; le burrascose manifestazioni di identità etnica mostrate dai ragazzi di origine straniera, collegate in particolare alle partite delle nazionali di calcio; l'inserimento di un ragazzo espulso da un'altra scuola per motivi disciplinari; la timidezza di Wei, un ragazzo di origine cinese alle prese con difficoltà linguistiche e problemi di permesso di soggiorno dei genitori; il litigio di Khoumba con la sua migliore amica, Esmeralda, che la rende svogliata e arrogante nei confronti degli insegnanti, e la loro successiva riappacificazione; il consiglio disciplinare che espelle Souleymane, ragazzo di talento, ma poco dotato di autocontrollo, che reagisce male quando viene a sapere che in consiglio di classe non ha avuto l'appoggio del professore di lettere (notizia non vera derivante da un equivoco provocato da due alunne, le rappresentanti di classe).
In generale, si vede lo svolgimento di lezioni durante le quali i ragazzi, in modo chiassoso e in un linguaggio piuttosto colorito, fanno domande, esprimono opinioni anche singolari, dibattono tra loro o semplicemente disturbano, e il professore cerca di coinvolgerli e di spiegar loro l'importanza della lingua e della letteratura, spesso mettendosi al loro livello, cercando di entrare nelle loro logiche e prendendo in prestito a volte il loro vocabolario, fatto quest'ultimo che rischia di metterlo in situazioni imbarazzanti.

## Produzione[2]
Il periodo di preparazione del film è coinciso con un anno scolastico. Durante questo periodo sono stati organizzati dei workshop in diverse scuole del XX arrondissement di Parigi, durante i quali degli studenti volontari tra i 13 e i 16 anni improvvisavano alcune situazioni del film. Durante questi incontri, della durata di 3 ore alla settimana, sono stati scelti i ragazzi che hanno poi interpretato il film. Lo stesso è avvenuto per gli insegnanti.
A proposito del film, il regista ha dichiarato:
(Laurent Cantet)

### Cast
Il film, evidentemente anti-tradizionalista, non è stato fatto all'insegna delle spese: al contrario, come già detto, si sono presi per girare le scene dei ragazzi e dei professori volontari e anche le persone che interpretano il ruolo dei genitori nel film (li si vede al colloquio con il professore) sono realmente i genitori dei ragazzi, come si vede scritto al termine dei titoli di coda del film.

### Riprese
Le riprese sono iniziate subito dopo la fine dell'anno scolastico e sono durate sette settimane. Per dare naturalezza alle scene, come se fossero riprese di un documentario, sono state girate in tempo reale, senza interruzioni. Nella classe erano presenti tre videocamere ad alta definizione, delle quali una seguiva l'insegnante François, mentre altre due erano puntate sui ragazzi, una su quello che stava parlando e una su quello che aveva la battuta successiva. Il regista controllava il tutto su tre monitor e dava indicazioni ai cameraman su come muoversi e chi inquadrare. Anche l'insegnante teneva d'occhio gli operatori e cercava di impostare il ritmo della scena e delle battute in modo che si accordasse con i movimenti delle videocamere.

### Critica
Giorgio Tinazzi con Entre les murs chiude un suo percorso ideale, oltre la qualità, del cinema francese che inizia con La Coquille et le Clergyman e comprende dodici film in tutto. Denis Brotto nella scheda del film da lui curata nel 2011 scrive della «stessa fragilità assunta ormai come status da un'intera cinematografia, quella francese, i cui tratti identitari sono oggi sottoposti a un ampio e profondo processo di riconfigurazione».

## Distribuzione
Il film è uscito nelle sale italiane il 10 ottobre 2008. Il titolo originale Entre les murs significa «Tra le mura».

## Riconoscimenti
- Palma d'oro al Festival di Cannes 2008
- Premi Lumière 2009: miglior film, Premio del pubblico mondiale
- Independent Spirit Awards 2009: miglior film straniero